# Bilal El Khannous
Bilal El Khannous (arabisch بلال الخنوص, DMG Bilāl al-Ḫannūṣ; * 10. Mai 2004 in Strombeek-Bever, Grimbergen, Belgien) ist ein marokkanisch-belgischer Fußballspieler. Er ist auf dem Spielfeld im Mittelfeld beheimatet und führt diese Rolle dort als Offensiver aus.

## Karriere

### Verein
Zur Saison 2019/20 wechselte er von der Jugend des RSC Anderlecht in die des KRC Genk. Hier durchlief er nun alle Jugendstationen bei dem Klub. Bereits im letzten, sportlich nicht mehr bedeutenden Spiel der Play-off-Runde der Saison 2021/22 um die Qualifikation für die Conference League gegen den KV Mechelen wurde er erstmalig in die 1. Mannschaft eingewechselt. Zur Saison 2022/23 rückte er fest in den Kader der ersten Mannschaft vor. Sein Debüt gab er hier direkt am 1. Spieltag bei einer 2:3-Niederlage gegen den FC Brügge, wo er in der 87. Minute für Mike Trésor eingewechselt wurde. In der Saison 2022/23 bestritt er insgesamt 39 von 40 möglichen Ligaspielen, in denen er ein Tor schoss, sowie ein Pokalspiel. Lediglich bei einem Spiel fehlte er nach einer gelb-roten Karte. In der nächsten Saison waren es 37 von 41 möglichen Ligaspielen, bei denen er drei Tore schoss, sowie zwei Pokalspiele und 12 Spiele im Europapokal. Bei drei Ligaspielen fehlte er wegen der Teilnahme am Afrika-Cup 2024.
Im August 2024 wechselte er zu Leicester City und unterschrieb dort einen Vertrag bis 2028.

### Nationalmannschaft
In den U-Nationalmannschaften spielte er zuerst für die belgische Auswahl und absolvierte hier zumindest für die U15 und die U16 sowie die U18 mehrere Freundschaftsspiele. Zur U20 wechselte er dann in die Mannschaften des marokkanischen Verbands und kam hier auch zu ein paar Spielen. Bei der Weltmeisterschaft 2022 wurde er in den marokkanischen Kader berufen und im verlorenen Spiel um Platz 3 gegen Kroatien eingesetzt.
Er trat für Marokko 2023 beim Afrika-Cup für U23-Nationalmannschaft an und wurde dort bei vier Spielen eingesetzt. Lediglich im letzten Gruppenspiel spielte er nicht. Des Weiteren wurde er bei allen drei Gruppenspielen im Afrika-Cup 2024 eingesetzt.

## Erfolge
- U 23-Afrikameister: 2023

## Auszeichnungen
- Hoffnung des Jahres (bester Nachwuchsspieler; verliehen im Rahmen der Veranstaltung des Goldenen Schuhs): 2022[3]